# جيمس بلير
جيمس بلير (بالإنجليزية: James Blair)‏ هو سياسي أسترالي، ولد في 16 مايو 1870 بإبسوتش في أستراليا، وتوفي في 18 نوفمبر 1944 ببريزبان في أستراليا. انتخب Attorney-General of Queensland ‏.